# Ящурка швидка
Ящурка швидка (Eremias velox) — представник роду Ящурок з родини Справжні ящірки. Описано 3 підвиди.

## Опис
Загальна довжина сягає 20 см, при цьому значну частину складає хвіст. Колір шкіри різнобарвний, надзвичайно мінливий. Тулуб зверху сірого або піщаного кольору, іноді з маслиновим відтінком. Уздовж спини на світлішому тлі розташовуються темні суцільні або поділені на неправильні плями смуги. У дорослих темні скроневі смуги з боків тулуба мають блакитні або зелені округлі просвіти, особливо чітко виражені в області грудей. У молодих і напівдорослий особин нижня сторона хвоста і низ стегон характерного криваво-червоного або темно-помаранчевого кольору, яка поступово зникає у дорослих ящірок. Підочний щиток торкається краю рота. Є 1 лобоносовой щиток. Надочноямкові щитки зазвичай повністю відокремлені від лобового і лоботім'яних. Навколо середини тулуба 44–67 луски. Стегнових пір 15–24, їх рядки майже досягають колінного згину. У преанальній області від 3 до 16 луски, які утворюють 3-4 поперечних рядків.

## Поширення
Мешкає в Північному Ірані, Афганістані, Північно-Західному Китаї, Південній Росії, Грузії, Азербайджані, Центральній Азії (Туркменістан, Узбекистан, Таджикистан, Киргизстан) та Казахстані.

## Спосіб життя
Полюбляє піски, лесові ґрунти, передгір'я, ділянки кам'янистого степу. У горах відома до 1700 м над рівнем моря. На піщаних ґрунтах риють власні нори завдовжки до 25–20 см й глибиною до 10 см. На щільних ґрунтах використовують нори інших тварин, ховаються також під камінням та у тріщинах. У різних частинах ареалу активні з березня до початку листопада. Харчується комахами і дрібними безхребетними, серед яких переважають жуки, саранові, гусінь, двокрилі, мурашки, терміти і павуки, їдять також плоди та насіння.
Це яйцекладні ящірки. Відкладання яєць в різних частинах ареалу відбувається з квітня по серпень. За сезон буває 2–3 кладки, які мають по 2–6 яєць. Молоді ящірки з'являються через 35–45 днів.

## Систематика
Станом на 2024 рік описано 3 підвиди:
- Eremias velox caucasia;
- Eremias velox roborowskii;
- Eremias velox velox.